# Египетская оккупация сектора Газа
Современная территория сектор Газа, находящаяся в Палестине, находилась под египетской оккупацией с момента создания сектора в 1949 году (после арабо-израильской войны 1948 года) до поражения Египта в Шестидневной войне 1967 года, после чего началась уже израильская оккупация сектора Газа. Египетское управление Газой вплоть до Шестидневной войны было непрерывным, за исключением короткого периода с октября 1956 года по март 1957 года, когда Израиль оккупировал Газу на короткое время во время Суэцкого кризиса.
С сентября 1948 года и до его упразднения президентом Египта Гамалем Абдель Насером в 1959 году сектор Газа официально находился в ведении Всепалестинского правительства. Хотя это в значительной степени имело символическое значение, правительство было признано большинством членов Лиги арабских государств. После ликвидации этого правительства Египет не аннексировал сектор Газа, однако оставил его под управлением военных до решения израильско-палестинского вопроса.

## Предпосылки
После Первой мировой войны Лига Наций предоставила Великобритании право на управление Палестиной, состоящей из бывшей османской территории, включая сектор Газа. Британский мандат в Палестине был официально одобрен Советом Лиги Наций 24 июля 1922 года, решение вступило в силу 26 сентября 1923 года.
Через три года после Второй мировой войны, 15 мая 1948 года, британский мандат в Палестине подошел к концу. До этого, 29 ноября 1947 года, Генеральная Ассамблея Организации Объединённых Наций одобрила План раздела Палестины, в соответствии с которым в Палестине создавались два государства: еврейское и арабское. В ответ на это разразилась гражданская война 1947—1948 годов на территории ещё британской Палестины. 14 мая 1948 года Давид Бен-Гурион провозгласил независимость государства Израиль. На следующий день армии Египта, Иордании и Сирии объявили войну новообразованному государству и вторглись на его территорию при содействии иракских солдат, тем самым начав арабо-израильскую войну 1948 года. Египет добился успехов в начале войны, однако они были упущены в конце декабря 1948 года, когда израильская армия в ходе операции «Хорев» вытеснила египетские войска из Негева и окружила их в секторе Газа, вынудив Египет отступить и принять предложение о прекращении огня. 7 января 1949 года было заключено перемирие. Израильские силы были вынуждены покинуть территории Синая и Газы, оставив их под египетской оккупацией.
24 февраля 1949 года на Родосе было подписано Соглашение о перемирии между Израилем и Египтом. В соответствии с соглашением линия перемирия была проведена вдоль международно признанной границы (с 1906 года), за исключением побережья Средиземного моря, где за Египтом оставался контроль над небольшой полосой земли, которая стала известна как сектор Газа.

## Всепалестинский протекторат (1948—1950-е годы)
Всепалестинский протекторат — образование, созданное Лигой арабских государств 22 сентября 1948 года, во время арабо-израильской войны 1948 года, якобы для обеспечения управления Палестиной палестинскими арабами. После завершения войны сектор Газа стал единственной территорией бывшей Подмандатной Палестины, находившейся под юрисдикцией Всепалестинского правительства. Однако впоследствии члены правительства были высланы в Каир и практически не имели влияния на события, происходящие в Газе.
Ави Шлайм писал:
Контраст между претензиями Всепалестинского правительства и его возможностями быстро свел их к уровню фарса. Оно претендовало на юрисдикцию над всей Палестиной, но у него не было ни администрации, ни государственной службы, ни денег, ни собственной армии. Даже в небольшом анклаве вокруг города Газа его действия осуществлялось только по милости египетских властей. Воспользовавшись зависимостью нового правительства от них в плане финансирования и защиты, египетские кассиры манипулировали им, чтобы подорвать претензии Абдуллы представлять палестинцев в Лиге арабских государств и на международных конференциях. Якобы зародыш независимого палестинского государства, новое правительство с момента своего создания было таким образом сведено к несчастной роли волана в продолжающейся борьбе за влияние между Каиром и Амманом.

## Суэцкий кризис и его последствия
В 1956 году Египет перекрыл Акабский залив, взял на себя контроль над Суэцким каналом и блокировал его для израильского судоходства, что одновременно угрожало молодому государству Израиль и нарушило Конвенцию 1888 года о Суэцком канале. Франция и Соединенное Королевство поддержали Израиль в его убеждении, что канал должен оставаться открытым для всех стран в соответствии с конвенцией.
29 октября 1956 года Израиль, Франция и Великобритания вторглись в сектор Газа и на Синайский полуостров, положив начало Суэцкому кризису 1956 года. Под давлением международного сообщества англо-французская оперативная группа была выведена с Синая и Газы до конца 1956 года, а израильская армия — в марте 1957 года.

## Египетская администрация (1959—1967)

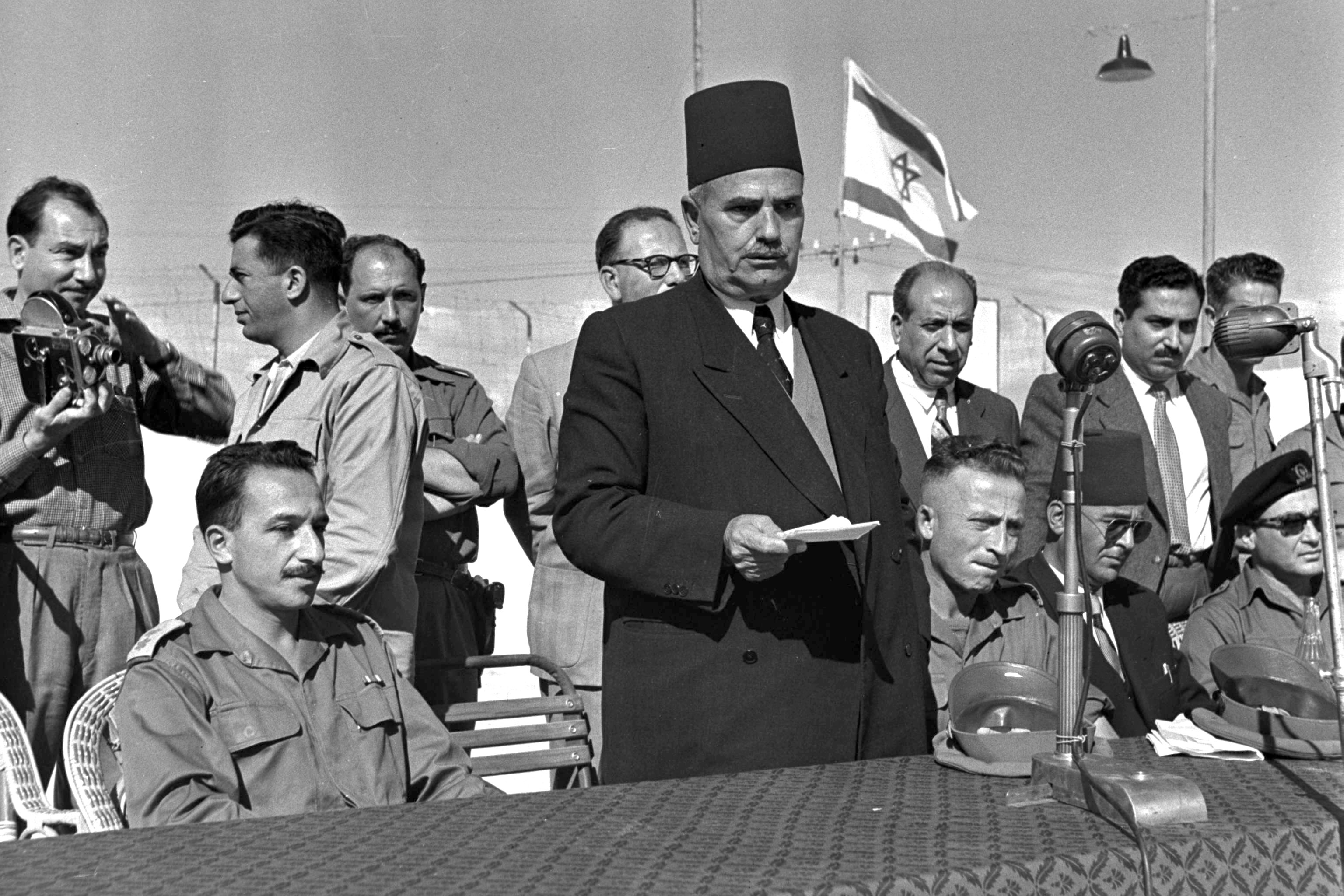
Вновь назначенный мэр Газы Рашад аль-Шавва выступает на церемонии инаугурации муниципального совета Газы, 26 ноября 1956 года

В 1959 году сектор Газа был официально присоединен к недолго просуществовавшей Объединенной Арабской Республике (объединившей Египет и Сирию). Все предпосылки для независимой Газы были разрушены, взамен этого официально введена египетская администрация. Таким образом, Насер положил конец любому официальному палестинскому самоуправлению.
В 1962 году правительство Египта учредило Палестинский законодательный совет, избираемый населением.
Когда в 1964 году была основана Организация освобождения Палестины (ООП), Насер провозгласил, что она будет иметь власть над Газой, но на практике эта власть никогда не предоставлялась. Через год на территории Газы был введен призыв в Армию освобождения Палестины.
5 июня 1967 года, через несколько недель после того, как Египет заблокировал Тиранский пролив и перекрыл в нём судоходство для Израиля, началась Шестидневная война. Израиль быстро нанес поражение вступившим в конфликт арабским государствам и оккупировал сектор Газа, а также Западный берег и другие территории, положив конец египетской оккупации.
В 1978 году Израиль и Египет подписали исторические Кэмп-Дэвидские соглашения, положившие официальный конец вражде между ними. Вторая часть договоренностей предполагала установление автономного управления на Западном берегу и в секторе Газа. Таким образом, Египет отказался от любых территориальных претензий в отношении сектора Газа.

## Демография и экономика
Приток более 200 000 беженцев в Газу во время войны 1948 года привел к резкому снижению уровня жизни. Поскольку египетское правительство ограничивало передвижение в сектор Газа и из него, его жители не могли найти работу в других местах. В 1955 году один наблюдатель (член Секретариата Организации Объединённых Наций) отметил, что «для всех практических целей было бы верно сказать, что за последние шесть лет в Газе более 300 000 бедняков были физически ограничены территорией размером в большой городской парк».